# Mario Grassi
Mario Grassi (fl. XX secolo) è stato un allenatore di calcio italiano.

## Carriera
Nella stagione 1931-1932 ha allenato la Triestina nelle ultime 4 partite del campionato di Serie A.
È stato riconfermato anche per la stagione successiva, sempre in massima serie, nella quale è però stato sostituito in panchina da Károly Csapkay dopo 4 giornate di campionato.